# AM PM
AM:PM è il terzo album del gruppo musicale screamo vicentino Dufresne, pubblicato nel 2010.

## Tracce
1. Keep This Party Going – 3:00
2. Hi, Society – 3:53
3. Bagliori nel buio – 4:05
4. While the City Sleeps – 3:48
5. AM – 0:58
6. Omega – 2:00
7. Horizon – 2:43
8. Galaxy – 3:48
9. Hourglass – 2:44
10. PM – 1:11
11. L'ultimo sole – 3:16
12. Midnight – 3:45

## Formazione
- Nicola Cerantola - voce
- Matteo Tabacco - basso, seconda voce
- Luca Dal Lago - chitarra
- Alessandro Costa - tastiera
- Davide Zenorini - batteria